# Urgentni centar (američka TV serija, 14. sezona)
Četrnaesta sezona serije Urgentni centar je emitovana od 27. septembra 2007. do 15. maja 2008. godine na kanalu NBC i broji 23 epizode.

## Opis
Goran Višnjić je napustio glavnu postavu na kraju sezone. 

## Uloge

### Glavne
- Goran Višnjić kao Luka Kovač (epizode 5, 8, 10, 14, 16, 19)
- Mora Tirni kao Ebigejl Lokhart
- Meki Fajfer kao Gregori Prat
- Parminder Nagra kao Nila Razgotra
- Džon Stamos kao Entoni Gejts
- Linda Kardelini kao Samanta Tagart
- Skot Grajms kao Arčibald Moris

### Epizodne
- Glorija Ruben kao Džini Bule (epizoda 11)
- Dejvid Lajons kao Sajmon Brener (epizode 14, 16-19)

## Epizode
| Br. u seriji | Br. u sezoni | Naslov                         | Reditelj             | Scenarista                                                 | Premijerno emitovanje |
| --- | ------------ | ------------------------------ | -------------------- | ---------------------------------------------------------- | --------------------- |
| 291 | 1            | "Rat dolazi kući"              | Stiven Kreg          | Džo Saks i Dejvid Zabel                                    | 27. septembar 2007    |
| Moretijev prvi dan je pravi izazov jer je Urgentni centar prepunjen žrtvama sa mirovne trke. Dubenko se suočava sa krizom tokom operacije. Ebi, Prat i Moris se dogovaraju kako da reše zajednički spor. Novi stažista stiže neočekivano, a Gejts dobija novu dužnost. |              |                                |                      |                                                            |                       |
| 292 | 2            | "Pod drugačijim svetlom"       | Ričard Torp          | Lisa Zverling i Karen Meser                                | 4. oktobar 2007       |
| Moreti počinje da čini svoje prisustvo svesnim pošto uvodi promene na način na koji ih bolesnici vide. Zaposleni Urgentnog centra razmišljaju kako da rade kad dođe bolesnik u kom je metak potreban kao dokaz. Nila otkriva da je predmet više pažnje nego što joj treba ili hoće. Ebi se sekira zbog pasoša i bori se sa promenama koje su uvedene. Prat i Moris su prinuđeni da brane svoje postupke dok se Huop priprema za novi zadatak. Gejts se bori sa svojim novim zadatkom sve dok se nije sprijateljio sa mladin predostrožnim bolesnikom koji je sam na sebi otkrio izuzetno retko stanje, Facio-Lond sindrom. |              |                                |                      |                                                            |                       |
| 293 | 3            | "Službenik ranjen"             | Kristofer Čulak      | Dženin Šerman Baroa                                        | 11. oktobar 2007      |
| Dva ranjena pomoćna policijska službenika predstavljaju izazov Urgentnom centru. Nila se smešta kod Ebi dok se oporavlja, dok Prat i Betina razmatraju svoju vezu nakon što je Betina lažirala vrhunac, a Prat je podseća da on ne čita misli. Dubenko pomaže Gejtsu da pošalje svog mladog bolesnika na suđenje zbog droge. Moris provodi dan neobjašnjivog lošeg raspoloženja sve dok nije priznao Ebi da mu je otac koji mu nije pružio podršku umro. |              |                                |                      |                                                            |                       |
| 294 | 4            | "Teža"                         | Stiven Kreg          | Virdžil Vilijams                                           | 18. oktobar 2007      |
| Ebi nije dan jer joj nedostaje i dalje odsutni Kovač, a i Džo je primljen u Urgentni centar nakon pada i ne može da dobije Kovača. Negde drugde, dan stavlja porodicu na prvo mesto jer Moris leči preplašeno dete, a Prat brani svog brata. Nila se vratila na posao, a Moreti se vraća sa skupa. Majka jednog bolesnika šminka radnice Urgentnog centra u znak zahvalnosti. Urgentni centar dobija novog portira. |              |                                |                      |                                                            |                       |
| 295 | 5            | "Pod dejstvom"                 | Entoni Hemingvej     | Džo Saks                                                   | 25. oktobar 2007      |
| Dok se Moris priprema za pismeni ispit odbora, zaposleni pokušavaju da otkriju pojedinosti o Nilinom novom stažisti. U međuvremenu, Kovačeve obaveze prema njegovoj podorici u Hrvatskoj ostavljaju Ebi teret samohrane majke, a Moreti, zadovoljan Gejtsovim radom na Intenzivnoj nezi, ga prebacuje u Urgentni centar. |              |                                |                      |                                                            |                       |
| 296 | 6            | "Provera"                      | Feliks Enrike Alkala | Lisa Zverling                                              | 1. novembar 2007      |
| Dok su Moris i Prat pretrpani poslom, Ebi brani rad jednog stažiste pred nezadivljenim Moretijem, koji je zaposlio novu lekarku Skaj Veksler da smanji rad zaposlenih Opšte. Negde drugde, Harold se obraća Nili za savet o jednoj ličnoj stvari, a devojka bolesnica oseća da je zanemarena od lekara i preduzima izuzetne mere. |              |                                |                      |                                                            |                       |
| 297 | 7            | "Nestanak struje"              | Kristofer Čulak      | Dejvid Zabel                                               | 8. novembar 2007      |
| Urgentni centar ima pune ruke posla kad je temperatura porasla i kad je nestala struja u Čikagu. Ekipa leči veliki broj starijih bolesnika nakon što se kilma pokvarila u njihovom staračkom domu, a Ebi i Prat se ne slažu oko dijagnoze tromesečne bebe koja možda ime grčeve u želucu. Moreti se sastaje sa svojom bivšom suprugom koja je u gradu na skupu. Ona je zabrinuta za njihovog sina Danijela, a Moreti govori da će da porazgovara sa njim. Moris i Prat su izgleda prošli ispit pa ekipa ide da proslavi to sa njima. Onda Moris otkriva Pratu da je pao, ali da ga je bilo previša sramota da to kaže. Kasnije, Ebi se budi u Moretijevom stanu gde on pokušava da je spreči da ode, očigledno uznemirena. Kad je došla kući, pronašla je Doris, najnoviju dadilju svog sina, kako razgovara telefonom sa policijom zabrinuta jer je 3 ujutru, a Ebi se još nije vratila kući. Uznemirena i malo pijana, Ebi naglo odlučuje da ode i vidi Kovača pa ona i njen sin odlaze u vazdušnu luku da pokušaju da uhvate let za Hrvatsku. |              |                                |                      |                                                            |                       |
| 298 | 8            | "Dolazak kući"                 | Lora Ins             | Dejvid Zabel                                               | 15. novembar 2007     |
| Ebino ponašanje počinje da utiče na zaposlene. Kovač se vraća iz Hrvatske dan ranije. Nila biva ponosna na svog stažistu kad on vešto savlada kritično stanje. Gejtsov i Džulijin sastanak je prekinut kad Saru treba spasti. Moris leči britanskog akmičara koji se povredio na takmičenju u kotrljanju i deluje kao sudija kad takmičari počnu da se svađaju oko toga ko je pobedio. U međuvremenu, Moreti prima uznemirujući i ozbiljan telefonski poziv u vezi svog sina i odlazi što je moguće ranije kako bi uhvatio let za Providens. |              |                                |                      |                                                            |                       |
| 299 | 9            | "Nebo je granica"              | Pol Mekrejn          | Karen Meser                                                | 29. novembar 2007     |
| Došlo je vreme za promene u Urgentnom centru jer je Anspo doneo neprijatnu odluku jer je proglasio Skaj za šeficu Urgentnog centra umesto Prata. Ebi mora da se bori sa starim avetima što je udaljava od prijatelja i porodice. Čak ni Kovač ne može da pomogne Ebi. Ljubav je u vazduhu kad romantika procveta između dvoje lekara. |              |                                |                      |                                                            |                       |
| 300 | 10           | "300 Bolesnika"                | Džon Vels            | Džo Saks i Dejvid Zabel                                    | 6. decembar 2007      |
| Sem, Prat i Moris leče Melisu Taner, 61-ogodišnjakinju sa zdravstevnim problemima, i njenog 19-ogodišnjeg sina Louela nakon saobraćajne nesreće. Luouel ima Daunov sindrom i živi u udomiteljskoj porodici od kad je bio beba. Melisa ga posećuje svake nedelje bez suprugovog znanja. Takođe, Nila i Dubenko su bili na probi za bolničku prazničku povorku, a Dubenku je prebijena noga. U međuvremenu, nakon očeve smrti, Kovač i Ebi se spremaju za let za Hrvatsku i izgleda da Ebi oprema svoj problem sa pićem. |              |                                |                      |                                                            |                       |
| 301 | 11           | "Trenutno stanje"              | Endru Bernštajn      | Dženin Šerman Baroa                                        | 3. januar 2008        |
| Nakon što je bio preskočen za mesto šefa Urgentnog centra, Prat razmišlja da uzme položaj negde drugde, ali se predomislio nakon rada sa Džini Bule. Ona dolazi sa svojim sinom Karlosom koji je primljen zbog navodne povrede glave i otkriveno je da ima povredu mozga - i moguće znake SIDA-e. Pre nego što su shvatili šta se dešava, on dobija grčeve. Vojnikinja dolazi sa slomljenom nogom i otkriva se da je trudna. Kad je njen suprug shvatio da je zatrudnela dok nije bila sa njim jer je bila na službi u Iraku, ona kaže da je njena trudnoća ishod silovanja od narednika tamo. Nilina rođaka je u poseti u gradu, a Moris i Harold se utrkuju za njenu ljubav. Nila dobija mesto na ORL-u. Poslednja pojava Džini Bule. |              |                                |                      |                                                            |                       |
| 302 | 12           | "Veruj u nevidljivo"           | Rob Hardi            | Virdžil Vilijams                                           | 10. januar 2008       |
| Ebi se odjavljuje sa odvikavanja i pronalazi način da se vrati u Urgentni centar. Harold pronalazi novo poverenje nakon velike noći sa Nilinom rođakom. Dolazi nekoliko žrtava iz požara. |              |                                |                      |                                                            |                       |
| 303 | 13           | "Pokajanje"                    | Stiven Kreg          | Lisa Zverling                                              | 17. januar 2008       |
| Džulija pokušava da pomogne zatvorskom lekaru koji traži oproštaj nakon što je spasio sina čoveka koga je davno pogubio, ali majka ne može da mu oprosti. Nila učestvuje u hokejaškoj utakmici ortopedije protiv hirurgije, ali otkriva da hirurgija ima "doušnika". Prat se suočava sa svojim teškoćama sa privrženošću kad Betina zatraži da prebace svoj odnos na nvo nivo. |              |                                |                      |                                                            |                       |
| 304 | 14           | "Vlasnik slomljenog srca"      | Kristofer Čulak      | Drjvid Zabel i Džo Saks                                    | 10. april 2008        |
| Ebi hoće da putuje u Hrvatsku kod Kovača, a mnogo uspomena joj se mota po glavi. Novi lekar Sajmon Brener počinje da radi u Urgentnom centru. Dve žene dolaze u Urgentni centar sa višestrukim povredama. Drugi bolesnik dolazi u Urgentni centar zbog bolova u grudima. Semin odnos sa Gejtsom postaje žešći nakon njegovog raskida sa Džulijom i kapelanovog odlaska za Nepal. Moris isprobava omamljivač na sebi što dovodi do neprijatnog ishoda. Prva pojava Sajmona Brenera. |              |                                |                      |                                                            |                       |
| 305 | 15           | "…Kao onog dana kad se rodila" | Tavna Mekirnan       | Šenon Gros                                                 | 17. april 2008        |
| Ebi je stigla u Hrvatsku kod Kovača i Džoa. Majka četvoro dece stiže u Urgentni centar, a Nila pomaže u njenom negovanju. U međuvremenu, Nila je u groznom raspoloženju zbog manjka druženja na njenom takoreći zaboravljenom rođenadnu. Sarin deda se razboleo, a Gejst se svađa sa njnom babom i Morisom oko načina lečenja. Prat ispituje svoje veštine upravljanja, ali ga Betina obuzdava. |              |                                |                      |                                                            |                       |
| 306 | 16           | "Istina će izaći na videlo"    | Endru Bernštajn      | Sinopis: Karen Meser i Lisa Zverling Scenario: Karen Meser | 24. april 2008        |
| Ebi govori Kovaču o svom šiću i neverstvu. Kovač prihvata posao u Domu za bolesnike koji boluju od raka, povezuje se sa jednim bolesnikom i donosi potresnu odluku o svojoj i Ebinoj budućnosti. Ebi se takođe sukobljava sa Nilom oko načina lečenja deteta iz Koreje koje ima limfom, a zasijava kad spase život ženi koja je rodila trinaesto dete pre nego što je otišla na novi razgovor za položaj specijalizantkinje u Opštoj. Zbog Seminog kiselog stava Ebi i Gejts su tužni pa im ona čini veliki gest. Nilina bolesnica, majka četvoro dece, donosi loše vesti, a Nila joj pomaže da preboli to. Za Brenera ispada da je Anspov sestrić. Dubenkov odnos sa Skaj se ruši nakon što je on optužio da ima patološku želju za muškom pažnjom. |              |                                |                      |                                                            |                       |
| 307 | 17           | "Pod pritiskom"                | Stiven Kreg          | Dženin Šerman Baroa                                        | 1. maj 2008           |
| Mladi par je primljen zbog udesa nakon pljačke zlatare. Zaposleni u bolnici su čuli vesti o pljački i o paru koji se poredi sa Boni i Klajdom, ali ne shvataju da je to par koji samo što je primljen. Kad devojka počne da krvari, njen dečko uzima zaposlene u bolnici za taoce i prisiljava ih da je operišu u operacionoj sali. |              |                                |                      |                                                            |                       |
| 308 | 18           | "Tandem se ponavlja"           | Entoni Hemingvej     | Virdžil Vilijams                                           | 8. maj 2008           |
| Nila je potresena Dubenkovom odlukom tokom operacije majke četvoro dece, sve joj se pogoršava kad mora mami da saopšti poražavajuću vest. Ebi kreće na mesto u jednoj zdravstvenoj ustanovi kad se ne pojavi vest da će joj dati mesto specijalizanta uskoro, ali zasijava u Opštoj tokom lečenja žene sa ogromnom porodičnom tajnom. U međuvremenu, Brener i njegovi studenti imaju poteškoća. DVD sa nadzornim snimkom Sem i Gejtsa kruži bolnicom. Prat je tu za Betinu i pokušava da pomogne Ebi sa karijerom, a Moris traži zdravstvenu pomoć nakon prošlonedeljnog talačkog stanja. |              |                                |                      |                                                            |                       |
| 309 | 19           | "Čikaški način"                | Kristofer Čulak      | Dejvid Zabel i Lisa Zverling                               | 15. maj 2008          |
| Postupci pijanog bolesnika dovode u opasnost sve u Opštoj. U drugim događajima, Prat čini korak ka tome da postane šef. Gejts brine za svoju budućnost sa Sem, a Kovač se iznenada sastaje sa Moretijem koji ga ubeđuje da oprosti Ebi. Kole hitne pomoći su pukla, a ne zna se da li je unutra Sem ili Prat. Poslednja stalna pojava Luke Kovača. |              |                                |                      |                                                            |                       |